# Reumatism
Reumatismul (greacă rheo - curge) este o boală cronică, infecțioasă sau alergică, însoțită de dureri la nivelul aparatului locomotor (articulațiilor) sau de tulburări ale aparatului cardiovascular. Termenul de reumatism este pentru prima oară amintit în lucrarea lui Guillaume de Baillou (1538-1616), „Liber de Rheumatismo et Pleuritide dorsali“. Pe atunci, medicul francez care credea în teoria umorală, considera că reumatismul ar avea drept cauză „umoarea rece” ce ar proveni de la creier și ar ajunge la extremități. La ora actuală, în clasificarea OMS a maladiilor (ICD-10-GM, 2005), sunt considerate între 200 și 400 forme de boală provocate de cauze diferite și având prognostic variat, ceea ce explică dificultățile întâmpinate la tratamentul bolii.

## Grupa principală
În grupa principală sunt; 

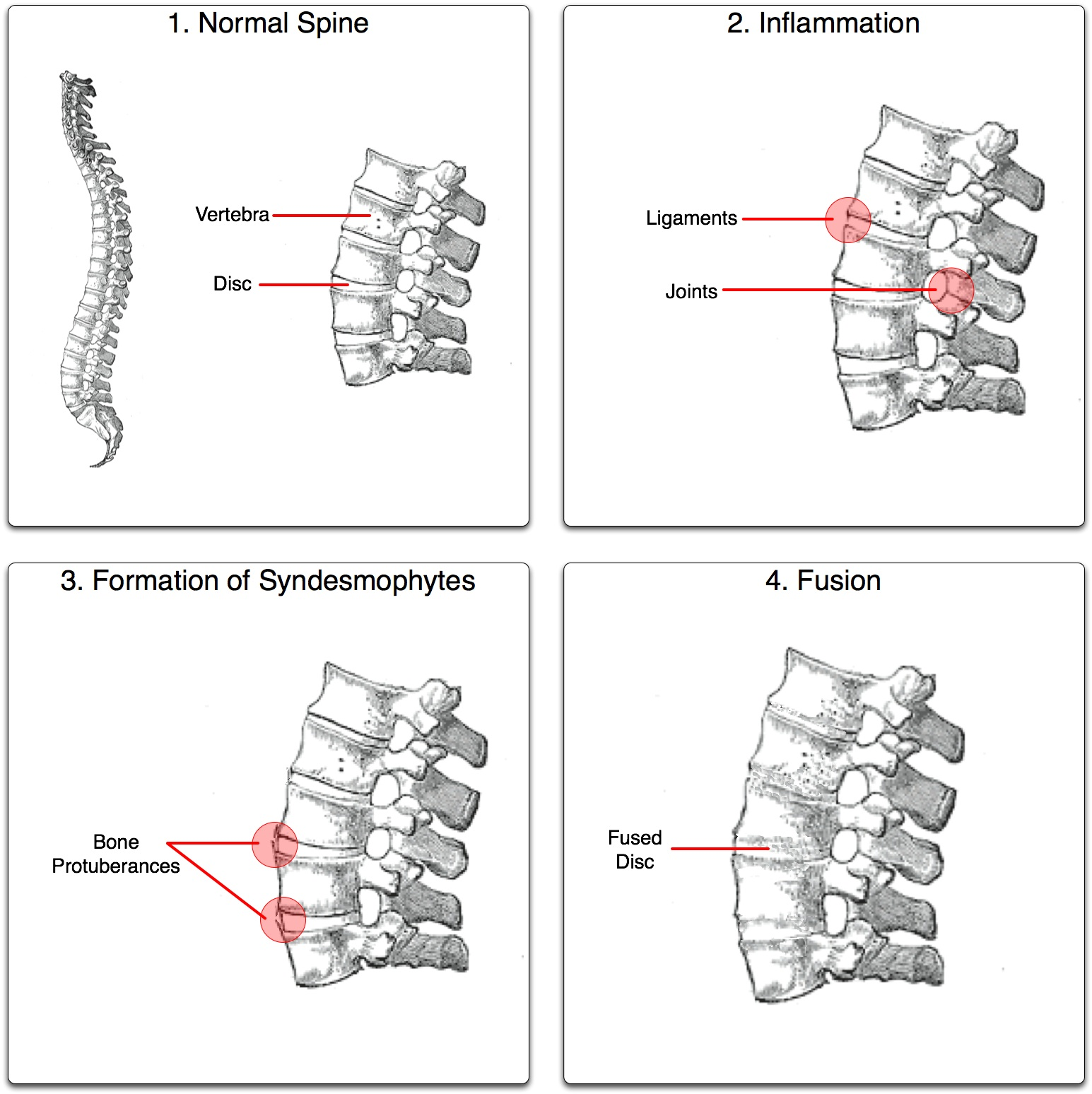
Procesul de anchilozare vertebrală

- formele de reumatism inflamator (boli autoimune):
  - reumatismul articular (poliartrita cronică)
  - spondiloza vertebrală (Morbus Bechterew[3])
  - artrita cu psoriazis
  - artrita idiopatică juvenilă
  - colagenoza:
    - polimiozita,
    - dermatomiozita,
    - sclerodermia,
    - sindromul CREST

  - granulomatoza Wegener[4]
  - vasculita
- formele degenerative
  - artroză
  - podagră
  - hemocromatoză
- reumatismul părților moi (musculatură, tendoane)
  - fibromialgia
  - polimialgia
  - polimiozita

## Cauzele și desfășurarea bolii
Cele mai multe forme de reumatism sunt cauzate de tulburările sistemului imun, când mecanismele de apărare a organismul atacă propriile țesuturi, ca în artrita reumatoidă când sunt atacate țesuturile articulațiilor. Bolile autoimune pot apărea sub forma de colagenoză, prin atacul și degradarea colagenului articular. Cauzele acestor defecțiuni imunologice pot fi ereditare, infecții intestinale și urogenitale, pe când o mare parte nu sunt nici azi cunoscute. Formele cronice se prezintă ca inflamații dureroase care duc la deformări articulare și reducerea mobilității până la blocaj articular. Formele cele mai grave sunt din grupa „colagenoze” și „vasculite” când boala se extinde la organele interne, provocând în final moartea.
Cu aceeași diagnoză și același tratament, boala se poate desfășura sub forme diferite de la pacient la pacient. 
Părerea că reumatismul este o boală a bătrâneții nu corespunde cu realitatea, boala apărând și la copii.

## Diagnosticul
Punctul de bază al diagnosticului este anamneza corectă și minuțioasă (istoricul bolii), urmat de controlul medical corporal. Pentru precizarea bolii, un indiciu important este stabilirea prezenței anticorpilor specifici în sânge. Este dificilă stabilirea diagnosticului dacă nu se reușește identificarea anticorpilor și factorilor genetici. Metode ajutătoare sunt radiografia, tomografia și scintigrafia.

## Posibilități de tratament
În faza acută se folosesc medicamente cu acțiune antiflogistică (antiinflamatorii), analgezice, corticoide, preparate pe bază de cortizon. În formele reumatoide cronice cauzate de boli autoimune se folosesc:
- analgezice opioide ca tramadol
- anitireumatice nesteroidale, diclofenac
- anitireumatice steroidale, prednisolon

La tratamentele de durată:
- medicația de bază (DMARD = disease modifying antirheumatic drugs/ medicamente antireumatice ce modifică procesul patologic),  azatioprina (exemplu: Imuran), clorochina sau hidroxiclorochina, ciclosporina A, ciclofosfamida, leflunomida, metotrexat, sulfasalazina, anticorpi monoclonali anti TNF-alfa infliximab sau preparate cu săruri de aur, fitoterapie și fizioterapie.

4. Reumatismul articular acut